# 花宮沙羅
花宮 沙羅（はなみや さら、2月6日 - ）は、元宝塚歌劇団宙組の娘役。
埼玉県川越市、日本音楽高等学校出身。身長161cm。愛称は「さら」、「あやね」。

## 来歴
2014年、宝塚音楽学校入学。
2016年、宝塚歌劇団に102期生として入団。入団時の成績は4番。星組公演「こうもり／THE ENTERTAINER!」で初舞台。その後、宙組に配属。
2019年の「オーシャンズ11」で初のエトワールに抜擢。同年の「エル ハポン」で新人公演初ヒロイン。
2023年12月24日付で宝塚歌劇団を退団。当初は、芹香斗亜・春乃さくらトップコンビ大劇場お披露目となる「PAGAD／Sky Fantasy!」東京公演千秋楽をもって退団予定であったが、宙組生徒の急死により、僅か2日で公演休止となる。

## 宝塚歌劇団時代の主な舞台

### 初舞台
- 2016年3 - 4月、星組『こうもり』『THE ENTERTAINER!』（宝塚大劇場のみ）

### 宙組時代
- 2016年7 - 10月、『エリザベート-愛と死の輪舞（ロンド）-』 - 新人公演：美容師（本役：瀬音リサ）
- 2017年2 - 4月、『王妃の館-Château de la Reine-』 - 新人公演：マリー・テレーズ（本役：愛白もあ）『VIVA! FESTA!』
- 2017年6月、『A Motion（エース モーション）』（梅田芸術劇場・文京シビックホール）
- 2017年8 - 11月、『神々の土地』 - 新人公演：ゾーヤ（本役：愛咲まりあ）『クラシカル ビジュー』
- 2018年1月、『WEST SIDE STORY』（東京国際フォーラム） - シャークスの女
- 2018年3 - 6月、『天（そら）は赤い河のほとり』 - シャラ／ユルドゥズ、新人公演：ナキア（少女時代）（本役：華妃まいあ）『シトラスの風-Sunrise-』
- 2018年7 - 8月、『WEST SIDE STORY』（梅田芸術劇場） - マルガリータ
- 2018年10 - 12月、『白鷺（しらさぎ）の城（しろ）』 - 童子『異人たちのルネサンス』 - 新人公演：サライ（本役：天彩峰里）
- 2019年2月、『黒い瞳』『VIVA! FESTA! in HAKATA』（博多座）
- 2019年4 - 7月、『オーシャンズ11』 - 新人公演：ルビー（本役：瀬戸花まり） 初エトワール[3]
- 2019年9月、『リッツ・ホテルくらいに大きなダイヤモンド』（バウホール） - ベティ／サリー／リス
- 2019年11 - 2020年2月、『El Japón（エル ハポン）-イスパニアのサムライ-』 - 踊り子パメラ、新人公演：カタリナ（本役：星風まどか）『アクアヴィーテ（aquavitae）!!』 新人公演初ヒロイン[3]
- 2020年8月、『壮麗帝』（ドラマシティ） - エレナ
- 2020年11 - 2021年2月、『アナスタシア』
- 2021年4 - 5月、『夢千鳥』（バウホール） - 菊子
- 2021年6 - 9月、『シャーロック・ホームズ-The Game Is Afoot!-』 - ベーカー・ストリート イレギュラーズ、新人公演：ハドスン夫人（本役：遥羽らら）『Délicieux（デリシュー）!-甘美なる巴里-』
- 2021年11 - 12月、『プロミセス、プロミセス』（ドラマシティ・東京建物 Brillia HALL） - シルヴィア・ギルフーリー
- 2022年2 - 3月、『NEVER SAY GOODBYE』（宝塚大劇場） - パティ
- 2022年4 - 5月、『NEVER SAY GOODBYE』（東京宝塚劇場） - パティ、新人公演：イザベラ（本役：小春乃さよ）
- 2022年6月、『FLY WITH ME（フライ ウィズ ミー）』（東京ガーデンシアター）
- 2022年8 - 11月、『HiGH&LOW-THE PREQUEL-』 - 明日香、新人公演：バイフー（本役：小春乃さよ）『Capricciosa（カプリチョーザ）!!』
- 2023年1月、『MAKAZE IZM』（東京国際フォーラム）
- 2023年3 - 6月、『カジノ・ロワイヤル〜我が名はボンド〜』 - マネーペニー
- 2023年7 - 8月、『Xcalibur エクスカリバー』（東京建物 Brillia HALL） - 妃／アヴァ
- 2023年9月、『PAGAD（パガド）』 - カミーユ『Sky Fantasy!』（宝塚大劇場のみ） 退団公演[4]

### 出演イベント
- 2016年12月、タカラヅカスペシャル2016『Music Succession to Next』[注釈 1]
- 2017年12月、タカラヅカスペシャル2017『ジュテーム・レビュー-モン・パリ誕生90周年-』[注釈 1]

## 宝塚歌劇団退団後の主な活動

### 舞台
- 2025年4 - 5月、『未来へのOne Step！～世界を結ぶ愛の歌声～』（関西万博EXPOホール「シャインハット」・東京国際フォーラム・梅田芸術劇場）[6]